# Cimopolea
A la mitologia grega Cimopolea o Cimopòlia (en grec antic Κυμοπολεια) era una nimfa filla de Posidó i Amfitrite.
Posidó la va oferir a l'hecatonquir Briareu per agrair-li la seva ajuda i el seu valor en la lluita contra els Titans per alliberar a Zeus. Cimopolea va ser mare de dues nimfes, Eòlice i Etna. Ella provocava les tempestes violentes i els tifons. Com el seu pare, tenia un cert control sobre les aigües.